# Sandro Kaiser
Sandro Kaiser (Fürstenfeldbruck, 21 september 1989) is een Duits professioneel voetballer die bij voorkeur als middenvelder speelt. Hij verruilde in augustus 2014 SpVgg Unterhaching voor Eintracht Bamberg.

## Carrière
Kaiser begon zijn carrière als profvoetballer bij MTV Diessen. In de zomer van 2001 vertrok hij naar TSV 1860 München, waarmee hij in 2006 landskampioen werd van de Duitse B-junioren. In het seizoen 2008/09 was hij een vaste basisspeler van het tweede team van de tweede club van München.
In de zomer van 2009 werd de middenvelder door coach Ewald Lienen naar het eerste elftal gehaald. Zijn eerste wedstrijd voor de club speelde hij op 1 augustus 2009, in een bekerwedstrijd tegen SC Paderborn 07. Hij begon dat duel als basisspeler. Acht dagen later mocht hij in de competitie in de basis geposteerd tegen TuS Koblenz. Dat seizoen tekende hij een profcontract tot de zomer van 2012.
In de tweede seizoenshelft van het seizoen 2011/12 wordt hij samen met ploeggenoot Eke Uzoma verhuurd aan Arminia Bielefeld, waarvoor hij vijftien wedstrijden in actie kwam. Eerder dat seizoen, op 30 oktober 2011, scoorde Kaiser tegen MSV Duisburg zijn eerste goal als profvoetballer.
In de zomer van 2012 kreeg hij van de club te horen dat zijn contract niet verlengd zou worden. Hij tekende op 25 mei een drie jaar durend contract bij 1. FC Heidenheim, actief op het derde niveau van Duitsland. Op 4 juli werd zijn contract 'op persoonlijke gronden' ontbonden door beiden partijen. In het seizoen 2012/13 speelde hij voor de beloften van FSV Frankfurt.